# Campeonato Europeu de Ginástica Artística de 2002 - Resultados masculinos
Os resultados masculinos do Campeonato Europeu de Ginástica Artística de 2002 contaram com todas as provas.

## Resultados

### Individual geral
Finais
| Posição           | Ginasta                 | Total  |
| ----------------- | ----------------------- | ------ |
| Medalha de ouro   | ROM Dan Potra           | 55,710 |
| Medalha de prata  | BUL Jordan Jovtchev     | 55,623 |
| Medalha de bronze | RUS Alexei Bondarenko   | 55,612 |
| 4                 | RUS Evgueni Podgorni    | 55,361 |
| 5                 | LAT Erik Revelinsh      | 55,061 |
| 6                 | UKR Roman Zozulia       | 54,611 |
| 7                 | GRC Vlasios Maras       | 54,399 |
| 8                 | ESP Victor Cano         | 53,574 |
| 9                 | ISL Runar Alexandersson | 53,124 |
| 10                | ARM Vahag Stepanyan     | 52,823 |
| 11                | POR Manuel Campos       | 52,574 |
| 12                | GER Sven Kwiatkowski    | 52,424 |
| 13                | GEO Alexander Tvauri    | 52,323 |
| 14                | DEN Rasmus Brandtoft    | 52,074 |
| 15                | GBR Kanukai Jackson     | 51,848 |
| 16                | CZE Martin Vlk          | 51,473 |
| 17                | CZE Daniel Rexa         | 51,224 |
| 18                | ISR Eduard Gholub       | 51,186 |
| 19                | SWE Anders Pettersson   | 50,911 |
| 20                | SWE Michael Hjorth      | 50,074 |
| 21                | POR Filipe Bezugo       | 49,736 |
| 22                | TUR Umit Samiloglu      | 49,111 |
| 23                | FIN Sami Aalto          | 48,786 |

| Pos.              | Ginasta                   | Pts   |
| ----------------- | ------------------------- | ----- |
| Medalha de ouro   | RUS Alexei Nemov          | 9,825 |
| Medalha de prata  | BUL Jordan Jovtchev       | 9,762 |
| Medalha de bronze | ROM Marian Dragulescu     | 9,687 |
| 4                 | BLR Denis Savenkov        | 9,500 |
| 5                 | BLR Alexander Kruzhylov   | 9,412 |
| 6                 | ESP Alejandro Barrenechea | 9,200 |
| 7                 | HUN Robert Gal            | 9,100 |
| 8                 | ROM Dan Potra             | 8,637 |

| Pos.              | Ginasta                 | Pts   |
| ----------------- | ----------------------- | ----- |
| Medalha de ouro   | ROM Marius Urzica       | 9,812 |
| Medalha de prata  | ROM Ioan Suciu          | 9,662 |
| Medalha de bronze | ITA Alberto Busnari     | 9,637 |
| 4                 | ESP Victor Cano         | 9,562 |
| 5                 | BLR Denis Savenkov      | 9,375 |
| 6                 | RUS Nikolai Krukov      | 9,087 |
| 7                 | GRC Vlasios Maras       | 8,875 |
| 8                 | ISL Runar Alexandersson | 8,175 |

| Pos.              | Ginasta                  | Pts   |
| ----------------- | ------------------------ | ----- |
| Medalha de ouro   | BUL Jordan Jovtchev      | 9,750 |
| Medalha de prata  | GRC Dimosthenis Tampakos | 9,737 |
| Medalha de bronze | HUN Szilveszter Csollany | 9,725 |
| 4                 | ITA Andrea Coppolino     | 9,712 |
| 5                 | UKR Sergei Vialtsev      | 9,650 |
| 6                 | CYP Herodotos Giorgallas | 9,625 |
| 7                 | RUS Evgueni Krylov       | 9,462 |
| 8                 | ROM Dan Potra            | 9,275 |

| Pos.              | Ginasta                 | Pts   |
| ----------------- | ----------------------- | ----- |
| Medalha de ouro   | ROM Marian Dragulescu   | 9,656 |
| Medalha de ouro   | BLR Dimitri Kasparovich | 9,656 |
| Medalha de bronze | GBR Kanukai Jackson     | 9,581 |
| 4                 | ROM Ioan Suciu          | 9,499 |
| 5                 | POL Leszek Blanik       | 9,412 |
| 5                 | POL Alexei Bondarenko   | 9,412 |
| 7                 | GBR Gerrard Darren      | 9,143 |
| 8                 | LAT Evgeni Sapronenko   | 9,125 |

| Pos.              | Ginasta                  | Pts   |
| ----------------- | ------------------------ | ----- |
| Medalha de ouro   | GRC Vasileios Tsolakidis | 9,837 |
| Medalha de prata  | SLO Mitja Petkovšek      | 9,750 |
| Medalha de bronze | BLR Alexei Sinkevich     | 9,687 |
| 4                 | RUS Alexei Nemov         | 9,612 |
| 5                 | FRA Yann Cucherat        | 9,425 |
| 6                 | ESP Andreu Vivo          | 9,375 |
| 7                 | ROM Marius Urzica        | 9,337 |
| 8                 | FRA Florent Maree        | 9,250 |

| Pos.              | Ginasta                | Pts   |
| ----------------- | ---------------------- | ----- |
| Medalha de ouro   | GRC Vlasios Maras      | 9,812 |
| Medalha de prata  | FRA Florent Maree      | 9,712 |
| Medalha de bronze | ITA Igor Cassina       | 9,687 |
| 4                 | SLO Aljaž Pegan        | 9,612 |
| 5                 | FRA Dimitri Karbanenko | 9,500 |
| 6                 | GER Tom Neubert        | 9,437 |
| 7                 | ROM Marius Urzika      | 9,425 |
| 8                 | ITA Enrico Pozzo       | 7,750 |

### Equipes
Finais
| Posição           | País         | Total   |
| ----------------- | ------------ | ------- |
| Medalha de ouro   | Roménia      | 168,170 |
| Medalha de prata  | Rússia       | 167,098 |
| Medalha de bronze | Bielorrússia | 166,582 |
| 4                 | França       | 166,510 |
| 5                 | Alemanha     | 165,405 |
| 6                 | Ucrânia      | 163,659 |
| 7                 | Espanha      | 163,145 |
| 8                 | Itália       | 162,534 |